# Siligo
Siligo là một đô thị ở tỉnh Sassari trong vùng Sardegna, có khoảng cách khoảng 160 km về phía bắc của Cagliari và cách khoảng 25 km về phía đông nam của Sassari. Tại thời điểm ngày 31 tháng 12 năm 2004, đô thị này có dân số 990 người và diện tích là 43,6 km².
Siligo giáp các đô thị: Ardara, Banari, Bessude, Bonnanaro, Codrongianos, Florinas, Mores, Ploaghe.